# Sven E. Noreen
Sven Erik Adolf Noreen, född 27 maj 1926 i Stockholm, död 7 juli 2000 i Linköping, var en svensk historiker och museichef.
Sven E. var son till professor Erik Noreen och sonson till språkvetaren Adolf Noreen. Han studerade vid Uppsala universitet, där han 1953 blev filosofie licentiat. Vid Gotlands fornsal i Visby blev han 1953 amanuens och 1955 antikvarie. Åren 1956–1966 var han landsantikvarie, en titel som innebär att man är chef för ett länsmuseum, i Kristianstads län (Kristianstads museum) och 1966–1976 i Östergötlands län (Östergötlands länsmuseum). Åren 1977–1991 var han länsantikvarie i Östergötlands län.
Åren 1956–1965 var han sekreterare i Skånes hembygdsförbund och 1961–1965 redaktör för Ale, historisk tidskrift för Skåneland.